# Elisabeth Moss
Elisabeth Singleton Moss, född 24 juli 1982 i Los Angeles i Kalifornien, är en amerikansk skådespelare, producent och regissör. Hon är känd bland annat för sina roller som presidentens dotter Zoey Bartlet i TV-serien Vita huset och som Peggy Olson i Mad Men. År 2014 blev hon tilldelad en Golden Globe för sin roll som kriminalkomissarien Robin Griffin i Top of the Lake. Sedan 2017 spelar hon rollen som tjänarinnan Offred i The Handmaid's Tale, baserad på Margaret Atwoods roman med samma namn.

## Biografi
Elisabeth Moss är dotter till två musiker. Hennes första roll på TV kom 1990 då hon var med i NBC-serien Lucky/Chances. 1992–1995 var hon med i sju avsnitt av Småstadsliv i rollen som Cynthia Parks. Hon har även arbetat som röstskådespelare i Frosty Returns (1992) och Det var en gång en skog (1993). 1994 spelade hon Harvey Keitels dotter i filmen Oskyldiga offer. 1999 följde en återkommande gästroll som presidentens dotter Zoey Bartlet i Vita huset. 2007 följde rollen som Peggy Olson i Mad Men som hon nominerades till en Emmy för 2009 och 2011. Vid Golden Globe-galan 2014 prisades Moss i kategorin Bästa kvinnliga skådespelare i en miniserie för sin roll som Robin i Top of the Lake.
Hennes Broadwaydebut skedde i oktober 2008 och 2011 debuterade hon på The Comedy Theatre i Londons West End.

## Privatliv
Elisabeth Moss var gift med komikern Fred Armisen mellan 2009 och 2011. Deras äktenskap varade i åtta månader innan de separerade och så småningom ansökte om skilsmässa. Under flera år hade hon ett förhållande med den australiske filmfotografen Adam Arkapaw. De lärde känna varandra under inspelningen av Top of the Lake.
Elisabeth Moss är scientolog.

## Filmografi (urval)
- 1993 – Det var en gång en skog (röst)
- 1994 – Oskyldiga offer
- 1995 – Den sista måltiden
- 1999 – Stulna år
- 1999–2006 – Vita huset (TV-serie)
- 2007–2015 – Mad Men (TV-serie)
- 2009 – Har du hört ryktet om Morgans?
- 2010 – Get Him to the Greek
- 2013–2017 – Top of the Lake (TV-serie)
- 2015 – Truth
- 2017–2022 – The Handmaid's Tale (TV-serie)
- 2017 – The Square
- 2020 – The Invisible Man